# Odontanthias flagris
Odontanthias flagris là một loài cá biển thuộc chi Odontanthias trong họ Cá mú. Loài này được mô tả lần đầu tiên vào năm 1975.

## Từ nguyên
Từ định danh flagris trong tiếng Latinh nghĩa là "roi da", hàm ý đề cập đến gai vây lưng thứ ba vươn rất dài ở loài cá này.

## Phân bố
O. flagris được biết đến ở ngoài khơi đảo Okinawa và quần đảo Ogasawara (Nhật Bản), sau này được ghi  nhận thêm ở phía nam Sulawesi.
Loài này được thu thập ở độ sâu đến ít nhất là 200 m.

## Mô tả
Chiều dài chuẩn (SL: standard length) lớn nhất được ghi nhận ở O. flagris là 20 cm.
Số gai ở vây lưng: 10; Số tia vây ở vây lưng: 17–18; Số gai ở vây hậu môn: 3; Số tia vây ở vây hậu môn: 7; Số gai ở vây bụng: 1; Số tia vây ở vây bụng: 5; Số vảy đường bên: 40–46.